# Mapi Galán
 Mapi Galán  (* 1962 in Ponferrada, León) ist eine spanische Schauspielerin.

## Leben und Karriere
Galán ist das siebte Kind ihrer Eltern. Sie besuchte für vier Jahre die Escuela de Artes y Oficios in Oviedo, wo sie Töpferkunst und Malerei studierte. Danach übersiedelte sie in die spanische Hauptstadt Madrid, später auch nach Rom und Paris. Ihren Lebensunterhalt verdiente sie als Hostess und Model.
Galáns Karriere als Darstellerin begann 1986; erste größere Rollen spielte sie in Genrefilmen wie Bruno Matteis Italowestern Scalps oder dem Horrorfilm Catacombs – Im Netz des Dunkeln, den sie 1988 drehte. Zwischen 1989 und 1995 war sie fast ausschließlich in Fernsehengagements tätig. 1996 spielte sie die Rita in Killer Tongue, einem Film von Alberto Sciamma. Seither war sie in erfolgreichen Filmen ebenso wie in Miniserien zu sehen. Weiterhin spielte sie im Theaterstück Una estrella von Paloma Pedrero mit. Seit 2013 ist sie als Mitgründerin eines Yoga-Retreats auf Ibiza tätig.

## Filmografie
- 1986: Capullito de alhelí
- 1986: Lulú de noche
- 1986: Scalps
- 1988: Catacombs – Im Netz des Dunkeln (Catacombs)
- 1988: Off Balance – Der Tod wartet in Venedig (Un delitto poco comune)
- 1989: Die Frau deines Lebens: Die Orientalin (La mujer de tu vida: La mijer oriental, Fernsehfilm)
- 1990: Der Reisekamerad (Vandronik, Fernsehfilm)
- 1991: Kommissar Navarro (Navarro, Fernsehserie, 1 Folge)
- 1991: Mörderische Entscheidung
- 1995: Die Stadt der verlorenen Kinder (La Cité des enfants perdus)
- 1996: Killer Tongue (La lengua asesina)
- 1996: Kinder des Scheusals (Enfants de salaud)
- 1997: Gaston’s War
- 1997: Die Schwächen der Frauen (Elles)
- 2005: Die Kreuzritter 2 – Soldaten Gottes (Soldier of God)
- 2007: Wilde Unschuld (Savage Grace)